# 2017年1月意大利中部地震
2017年1月18日，連續四次的主地震襲擊意大利中部阿布魯佐、拉齊奧、馬爾凱及翁布里亞地區。在同一時間，該地區受一個強烈寒潮影響。

## 地震
當地時間1月18日上午10時25分，一個5.3級地震襲擊拉奎拉以北25公里，震源深度9公里。
當地時間11時14分，同一震央發出一個更強的5.7級震盪。第三個初步強度為5.6級的地震在11分後發生。在當地時間下午2時33分，發生第四個地震，強度為5.2級。這些地震隨後發生多個剩震。
地震在意大利中部其他城市有強烈震感，包括羅馬。地鐵及多間學校也進行撤離。最強的震波在克羅地亞的沿海地區也有震感（烈度為三級）。

### 雪崩

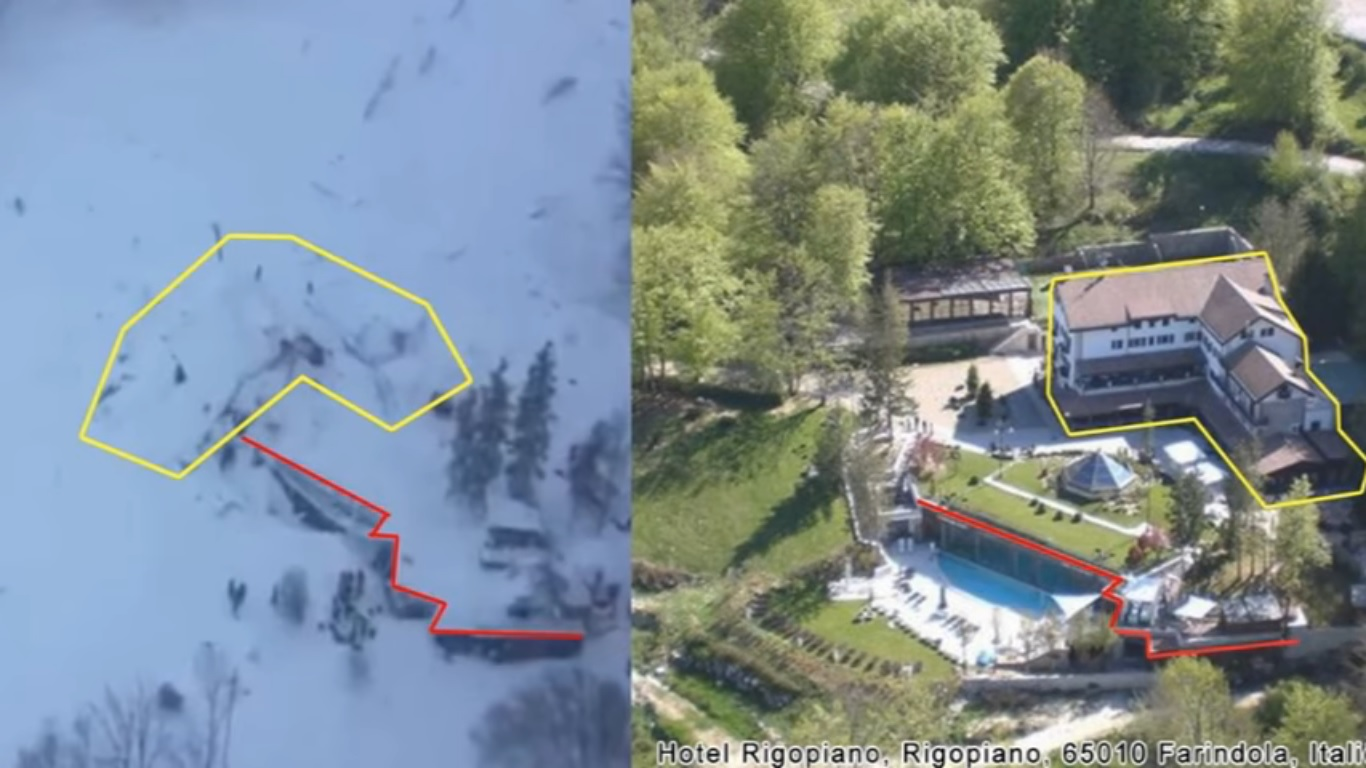
雪崩前及雪崩後的Rigopiano酒店

1月18日晚上，被認為是地震觸發的一場雪崩掩埋了位於阿布魯佐山區的Rigopiano酒店，造成多人死亡。當時酒店內共有40人，包括28名旅客及12名員工。地震發生短時間後當地報導，雪崩來襲時旅客聚集在酒店一樓並等待疏散。衝擊導致酒店的部份樓頂倒塌，並且往山下移動了10米（33尺）。
已證實29人在雪崩中衰生。共有9人獲救，另外2人因雪崩來襲時站在酒店外面而生還。獲救的十一人中有十人受到因失溫症產生的輕傷。第十一人的上臂压傷並需要進行手術。在1月23日，拯救人員發現第7件屍體，但也在堆雪下找到3隻生還的小狗，意味著失蹤的22人或可能生還。但是後來顯示已沒有其他人在雪崩下生還。

## 地質情況
地震發生在一個位於2016年意大利中部地震、2016年10月意大利中部地震及在1997年翁布里亞和馬爾凱地震之間的地震空白帶。在2016年之前，該間隙在過去100年也沒有發生地震 。
四次同樣是5級以上的突發震蕩在3小時內快速發生，意大利國家地球物理和火山學研究所的地震學家稱之為「一種近代歷史上的新現象」，並把它與1980年伊爾皮尼亞地震相提並論，後者在80秒發生三次不同的地震。
在亞平寧山脈斷層活動過程是相對較新的一個地質術語，根據斯坦福大學的地震學家Ross Stein稱，自從500,000年前斷層變得更加不規則，所以前震會引發更多震蕩。

## 餘震紀錄

Magnitude from August 2016 central Italy earthquakes

| 日期 / 時間 (UTC)   | 規模 | 類型 | 震源 深度 | 震央               | 震央  | 震央  |
| 日期 / 時間 (UTC)   | 規模 | 類型 | 震源 深度 | 位置               | 緯度  | 經度  |
| ------------------- | ---- | ---- | --------- | ------------------ | ----- | ----- |
| 2017-01-18 09:25:40 | 5.3  | Mw   | 9.0 km    | 蒙泰雷亚莱         | 42.55 | 13.26 |
| 2017-01-18 10:14:09 | 5.6  | Mw   | 9.0 km    | 卡皮蒂尼亚诺       | 42.53 | 13.28 |
| 2017-01-18 10:15:33 | 4.7  | Mw   | 10.0 km   | 卡皮蒂尼亚诺       | 42.53 | 13.29 |
| 2017-01-18 10:16:39 | 4.7  | Mw   | 11.0 km   | 卡皮蒂尼亚诺       | 42.55 | 13.28 |
| 2017-01-18 10:25:23 | 5.4  | Mw   | 9.0 km    | 卡皮蒂尼亚诺       | 42.49 | 13.31 |
| 2017-01-18 13:33:36 | 5.1  | Mw   | 10.0 km   | 卡尼亚诺阿米泰尔诺 | 42.48 | 13.28 |

## 參看
- 2016年意大利中部地震
- 義大利地震列表
- 2017年地震列表

## 外部連結
- Earthquake in Italy（页面存档备份，存于） on Earthquake Report Website